# ویلاوالا
ویلاوالا (به لاتین: Wilawala) یک منطقهٔ مسکونی در سری‌لانکا است که در استان مرکزی (سری‌لانکا) واقع شده‌است.